# Romance on the High Seas
Romance on the High Seas is een Amerikaanse muziekfilm uit 1948 onder regie van Michael Curtiz. In Nederland werd de film destijds uitgebracht onder de titel Romance in Rio.

## Verhaal
Elvira Kent vermoedt dat haar man een affaire heeft. Wanneer hij plots niet mee kan op een scheepsreis, huurt ze nachtclubzangeres Georgia Garrett in om zich als haar voor te doen tijdens de reis. Elvira zelf blijft dan weer in een hotel in de buurt van hun huis om haar man te bespioneren.

## Rolverdeling
| Acteur            | Personage        |
| ----------------- | ---------------- |
| Jack Carson       | Peter Virgil     |
| Janis Paige       | Elvira Kent      |
| Don DeFore        | Michael Kent     |
| Doris Day         | Georgia Garrett  |
| Oscar Levant      | Oscar Farrar     |
| S.Z. Sakall       | Oom Lazlo Lazlo  |
| Fortunio Bonanova | Plinio           |
| Eric Blore        | Scheepsarts      |
| Franklin Pangborn | Receptionist     |
| Leslie Brooks     | Juffrouw Medwick |
| William Bakewell  | Dudley           |
| John Berkes       | Dronkenman       |
| Avon Long         | Zanger           |
| Page Cavanaugh    | Page Cavanaugh   |